# Масонская ложа
Масо́нская ло́жа (от англ. lodge — домик; сторожка, приют, далее от названия англ. stonemasons' lodge — строительная мастерская) — место, помещение, где собираются масоны для проведения своих собраний, чаще называемых работами.

## Описание
Ложа является основной организационной единицей масонства. Каждая новая ложа должна иметь «патент», выданный великой ложей, который даёт ей право собираться и проводить работы. Кроме очень малого числа лож, существующих «с незапамятных времён», предшествующих образованию «великих лож», масоны, которые собираются в ложе, не предъявляя этого документа (например, в лагерях военнопленных) считаются нелегальными и нерегулярными.
Ложа должна собираться регулярно в постоянном месте и согласно оглашённым датам собраний. Она избирает, посвящает и повышает своих членов и офицеров; она накапливает своё имущество и собственность, а также управляет им, в том числе протоколами и отчётами; и может владеть своим «храмом», арендовать его или использовать совместно. Форма деятельности, её способ и уровень активности индивидуален для каждой ложи.
Человек может стать масоном, то есть пройти посвящение, только в правильно основанной ложе. Мастер масон может, как правило, посещать любые собрания любых дружественных лож по своему желанию. Также, ложа может официально отказывать принимать гостей из разных лож, как своей великой ложи, так и взаимопризнанных или дружественных масонских организаций. Посетитель должен сначала проверить регулярность ложи, и должен быть способен доказать этой ложе собственную регулярность; ему может быть отказано в приёме, если будет решено, что он может нарушить гармонию в ложе. Если он желает посещать одну и ту же ложу постоянно, он может присоединиться (аффилироваться или перейти) к ней и платить взносы.
Большинство лож состоят из масонов, которые живут или работают в данном городе или рядом с ним. Другие ложи состоят из масонов, которые разделяют определённые интересы, имеют одинаковую профессию или происхождение. В некоторых ложах условия основания и имя представляют лишь исторический интерес, так как с течением времени братство ушло от того, что оно представляло собой во времена основателей; в других же ложах членство остаётся престижным.
Существуют специальные исследовательские ложи, членами которых могут быть лишь мастера масоны, которые занимаются исследованиями масонства (его историей, философией и т. д.). Исследовательские ложи являются полностью полномочными, но не посвящают новых кандидатов. В ОВЛА наставляющие ложи могут быть созданы из любой обычной ложи для изучения ритуала и их репетиций.
Согласно масонской традиции, средневековые европейские каменщики собирались, ели и находили приют в нерабочее время в «домиках». Ранние ложи часто собирались в тавернах или любых других пригодных для этого постоянных местах с приватной комнатой.
Масонская ложа представляет собой «союз братьев, сплотившихся в организацию». В обычной практике ложа создаётся группой людей (братьями-учредителями), которые затем подают прошение в великую ложу для официального открытия (инсталляции) и получения патента. В противном случае ложа не считается «правильной» (регулярной). В XIX веке рассылались специальные циркуляры, содержащие сведения о названии и отличительном знаке вновь открытой ложи.

## Помещение

Ориентировка и пропорции масонской ложи

Закрытое помещение, где проводятся собрания масонских организаций. Как правило, оборудованные специальным образом: определённый пол, стены без окон, либо с закрытыми или закрашенными окнами, наличие алтаря и скамей. Возможно наличие органа либо других музыкальных инструментов. Не исключено, что собрание проводится в закрытой не оборудованной комнате, которая лишается тогда названия масонская ложа, а именуется комнатой для масонских собраний или масонских работ. Место, где находится ложа, называется Восток. Ложа также называется храмом.

## Символические ложи
Символические (голубые, иоанновские) ложи называются так по имени своего покровителя Святого Иоанна Крестителя и являются базовой основой всего масонства. В этих ложах работы проводятся в градусах — ученик, подмастерье, мастер. Необходимо заметить, что все масоны независимо от градуса (степени) посвящения являются между собой абсолютно равноправными братьями и все решения в ложе принимаются ими коллегиально. Во главе ложи находится досточтимый мастер, называемый также мастером ложи или мастером стула.

## Треугольная ложа
В ряде масонских уставов, например, во Французском уставе, три мастера масона могут создать, с разрешения своей великой ложи, треугольную ложу, или треугольник. Эта ложа функционирует как обычная масонская ложа, однако не может самостоятельно проводить ритуалы инициации. Обычно учреждение треугольника оправдано отсутствием регулярно учрежденной масонской ложи в конкретном месте, или наличием различных обстоятельств, по которым регулярно учрежденная ложа не может собраться с необходимым числом мастеров-масонов (не меньше семи). Зачастую новые члены треугольной ложи проходят инициации в других регулярно учрежденных ложах, таким образом треугольник может расти и стать новой совершенной (полноценной) ложей. Треугольник обычно управляется тремя офицерами: досточтимым мастером, секретарем и казначеем.

## Организационная структура ложи
Организационно символические ложи являются обществами со своей внутренней структурой. Во главе ложи находится старший офицер — досточтимый мастер (мастер стула). Также у досточтимого мастера есть заместители, они выполняют организационно-координационную работу. Им помогают секретарь и казначей. Заместителей у досточтимого мастера всегда два, это первый и второй стражи (смотрители или надзиратели), все вместе они составляют Совет ложи. Кроме этого в каждой ложе есть ещё целый ряд офицеров выполняющих должностные обязанности, это: обрядоначальник, эксперт, привратник, оратор и дародатель. Все офицеры избираются как правило на один год общим собранием ложи и выполняют определённые ритуальные функции при проведении масонских работ в ложе.

## Галерея

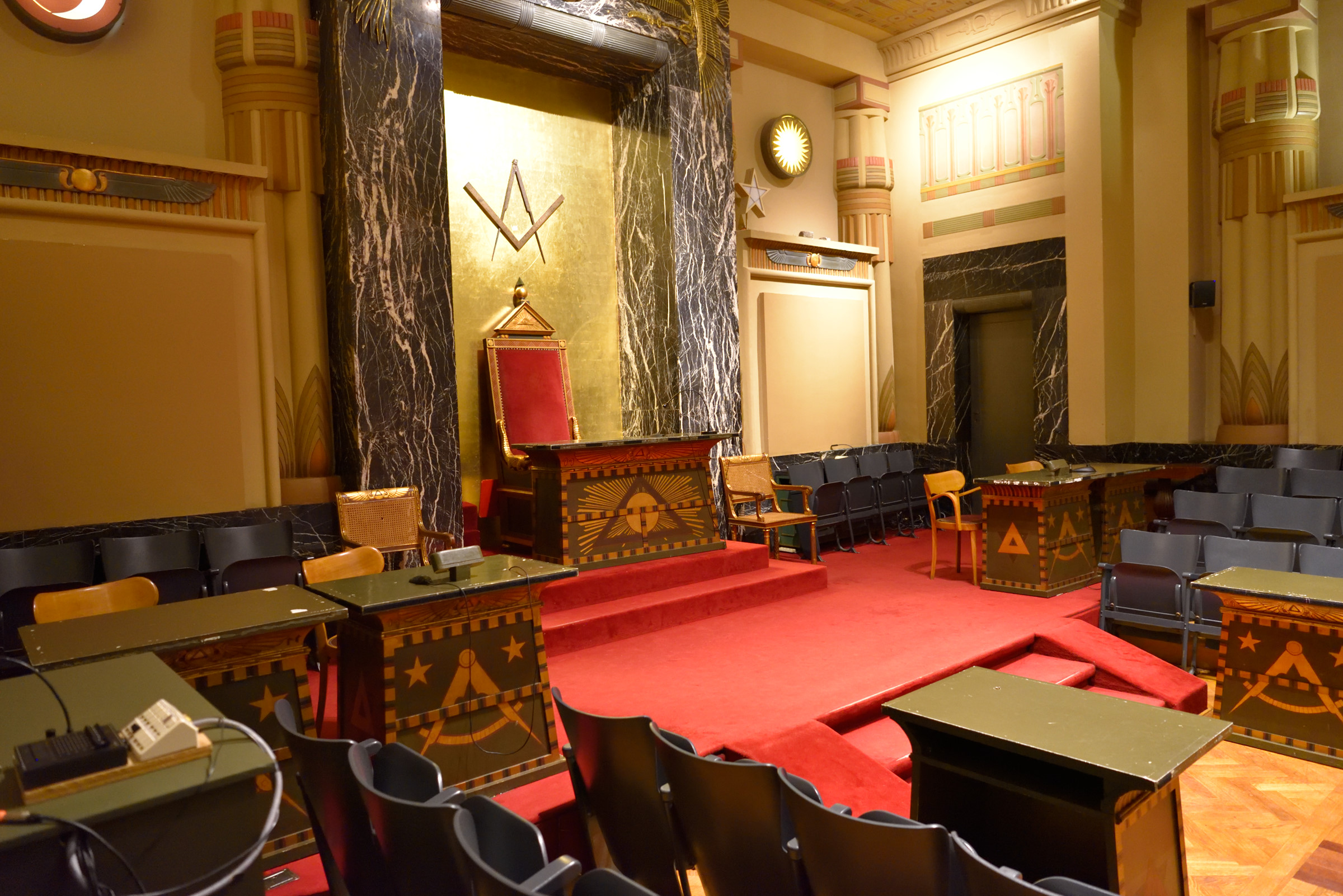
Ложа в Брюсселе
Ложа в Гамбурге
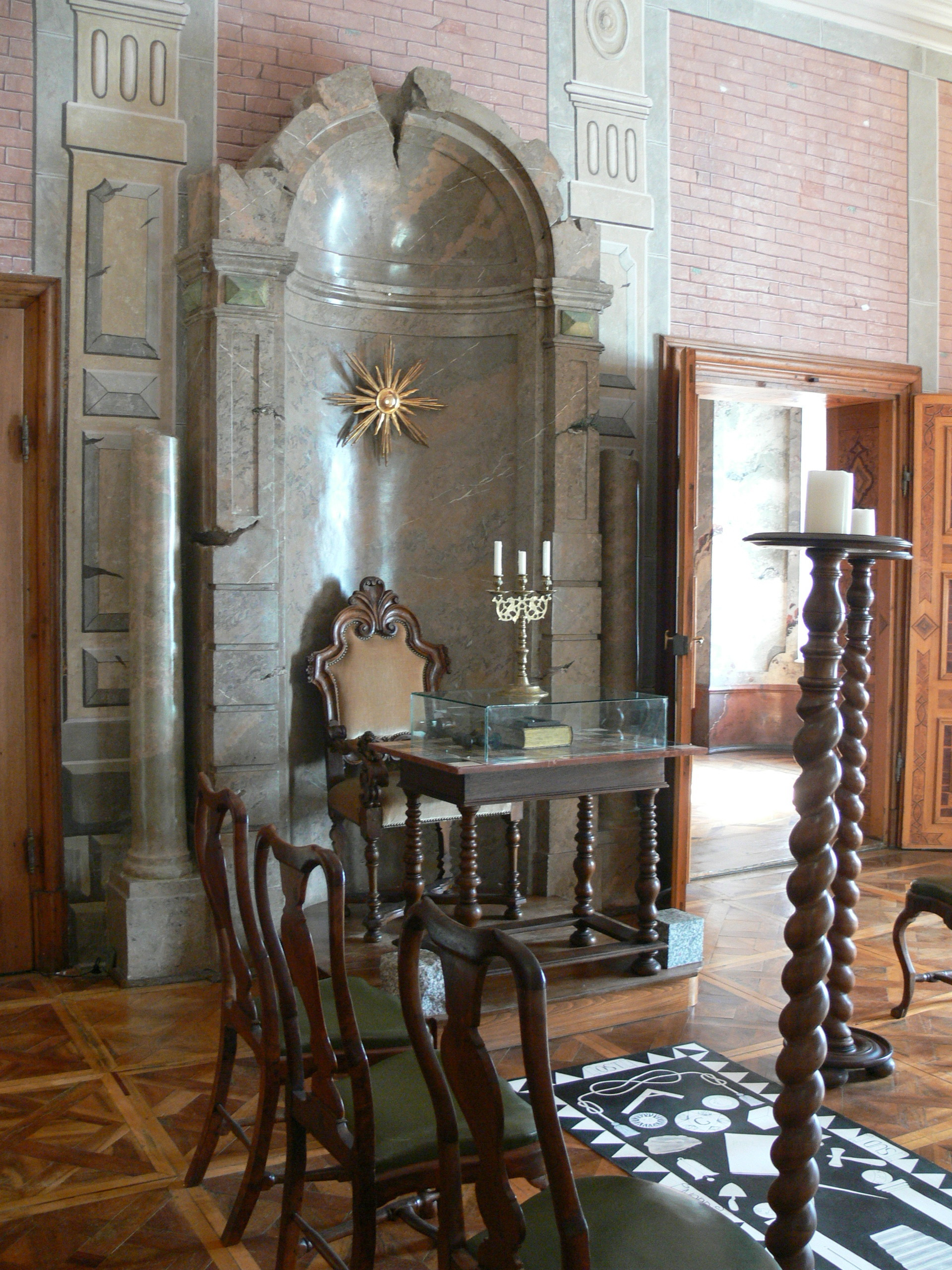
Убранство старинной ложи
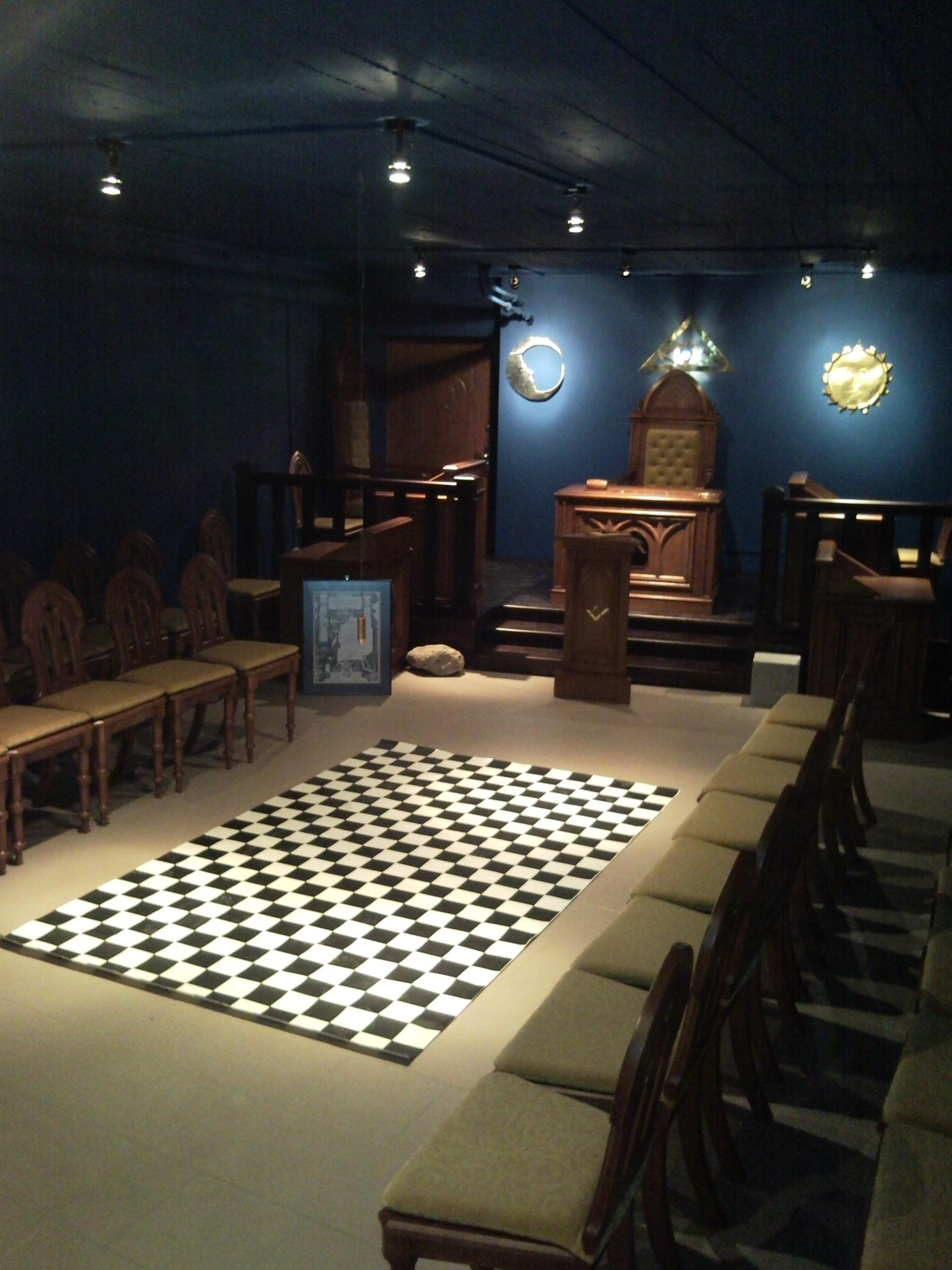
Ложа в Варшаве
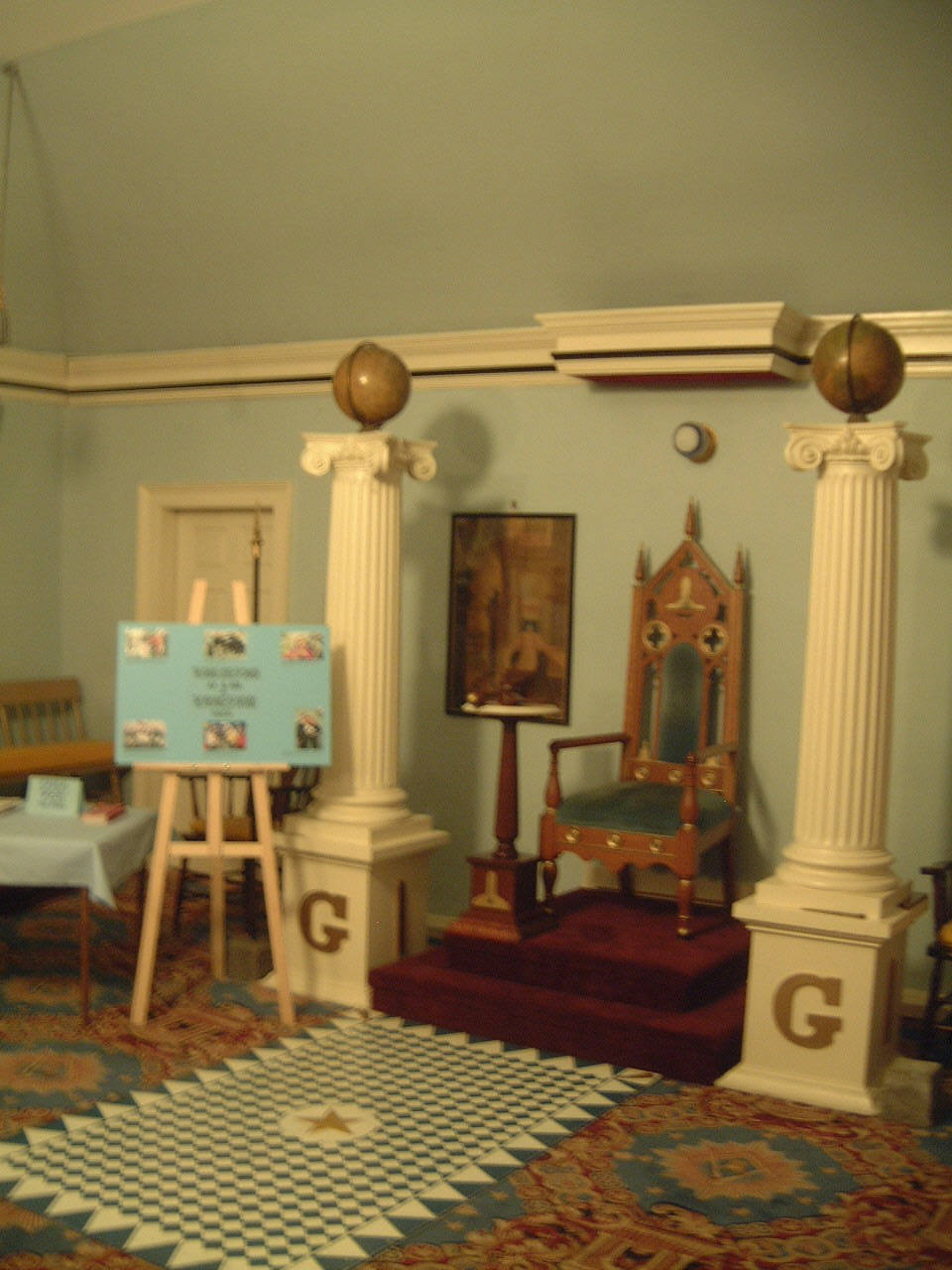
Внутреннее убранство ложи
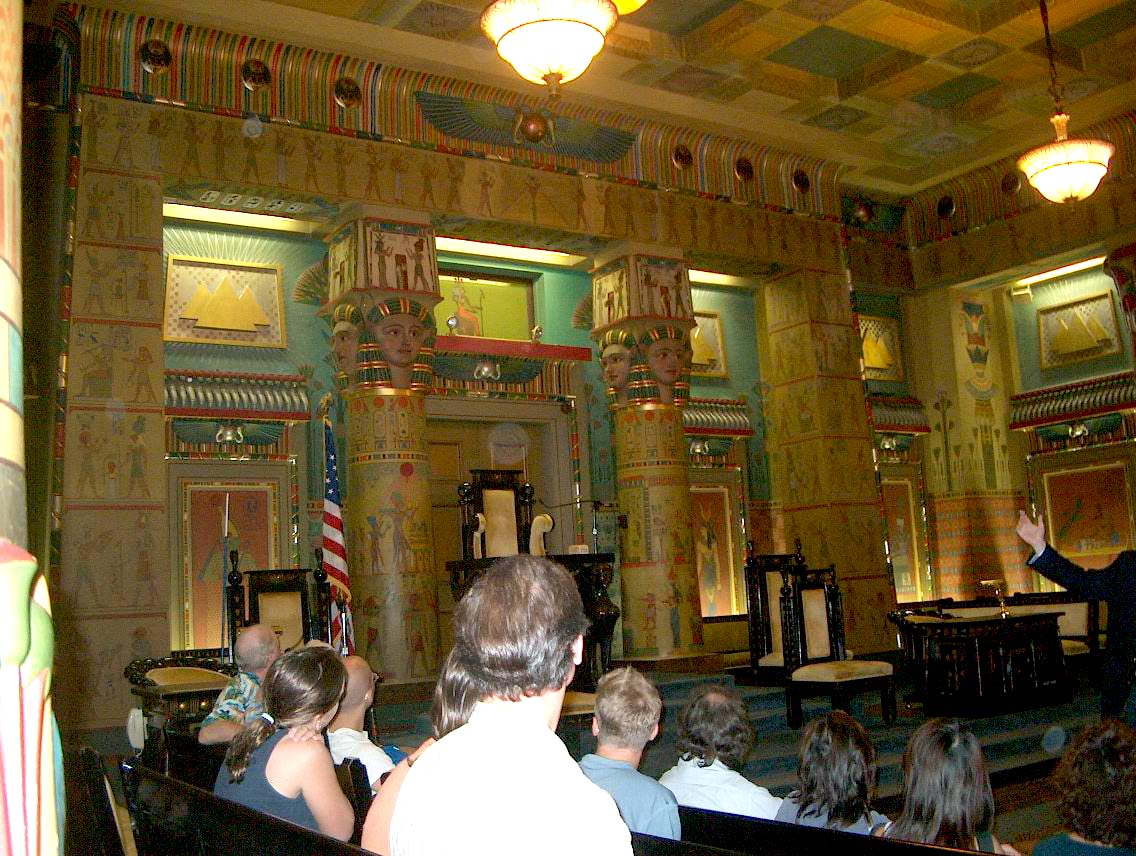
Ложа в Пенсильвании
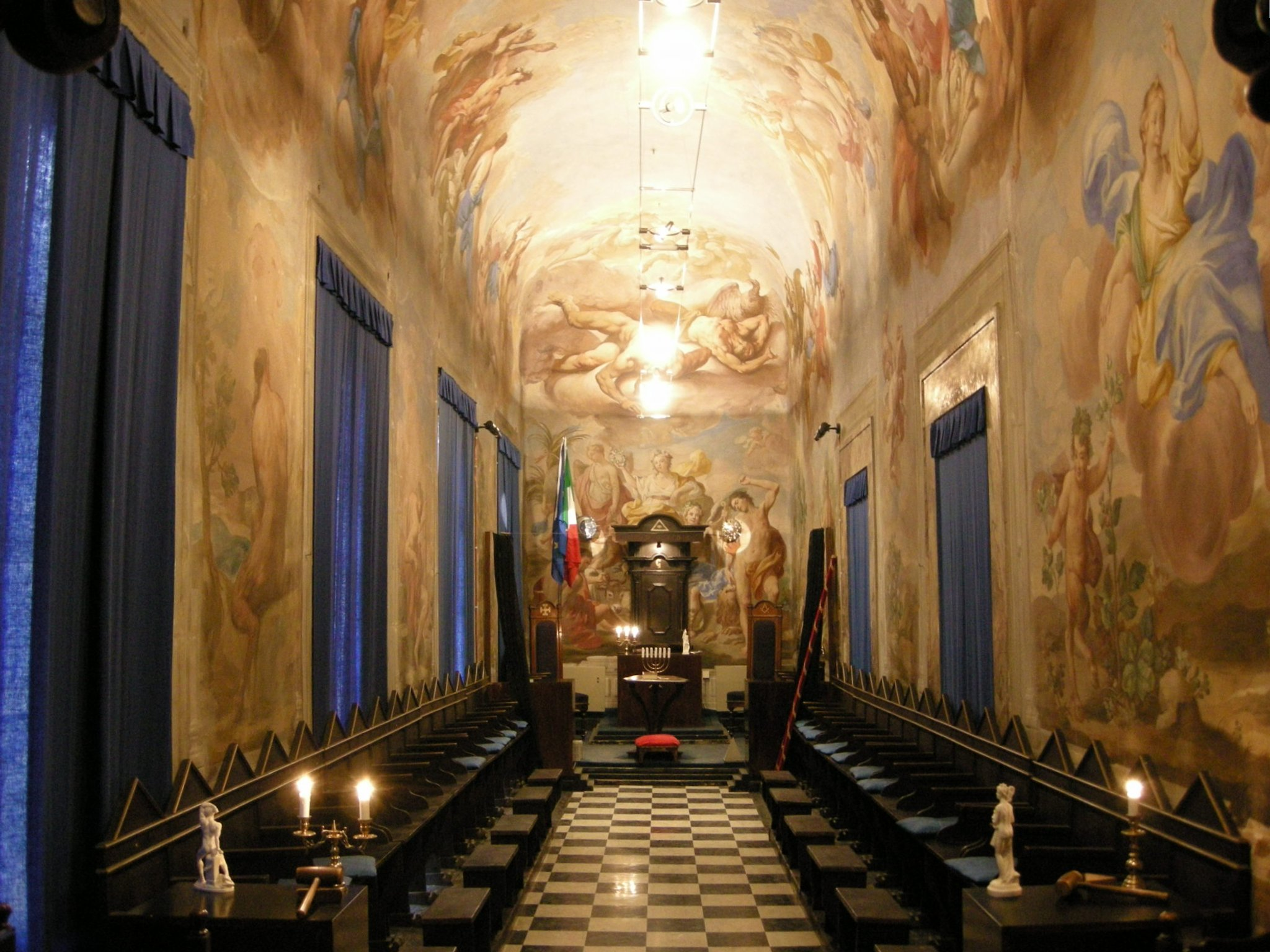
Ложа в Италии
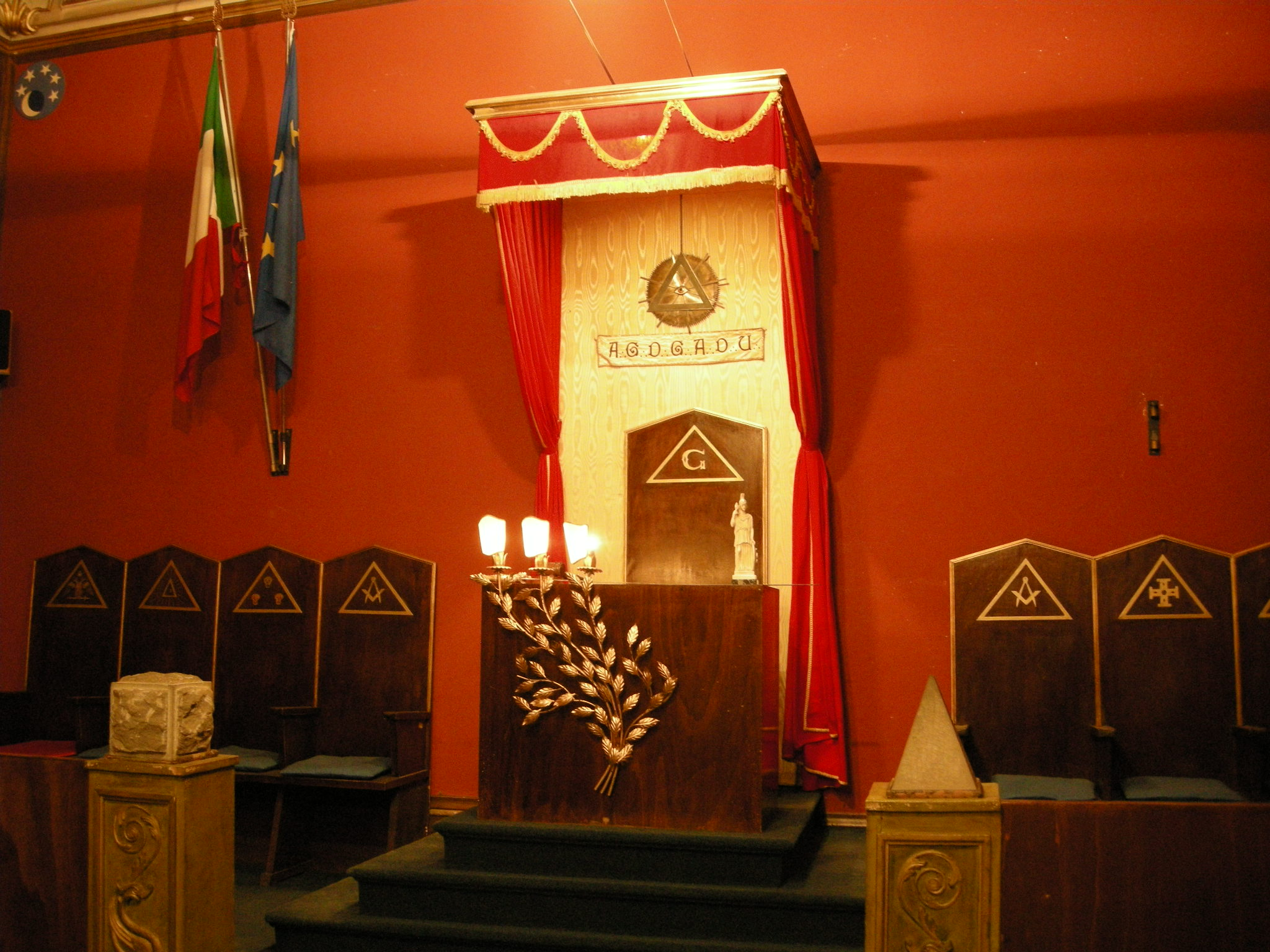
Украшение места досточтимого мастера
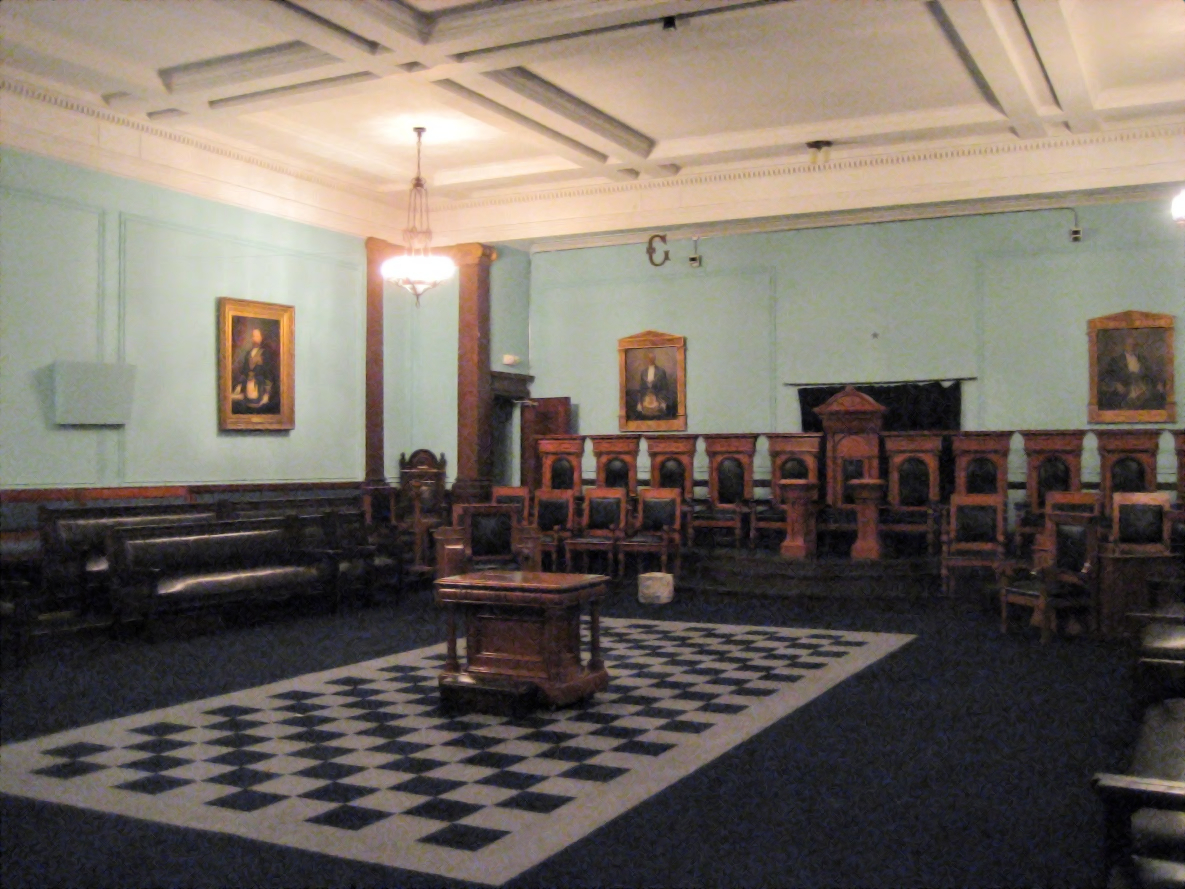
Ложа в Монреале
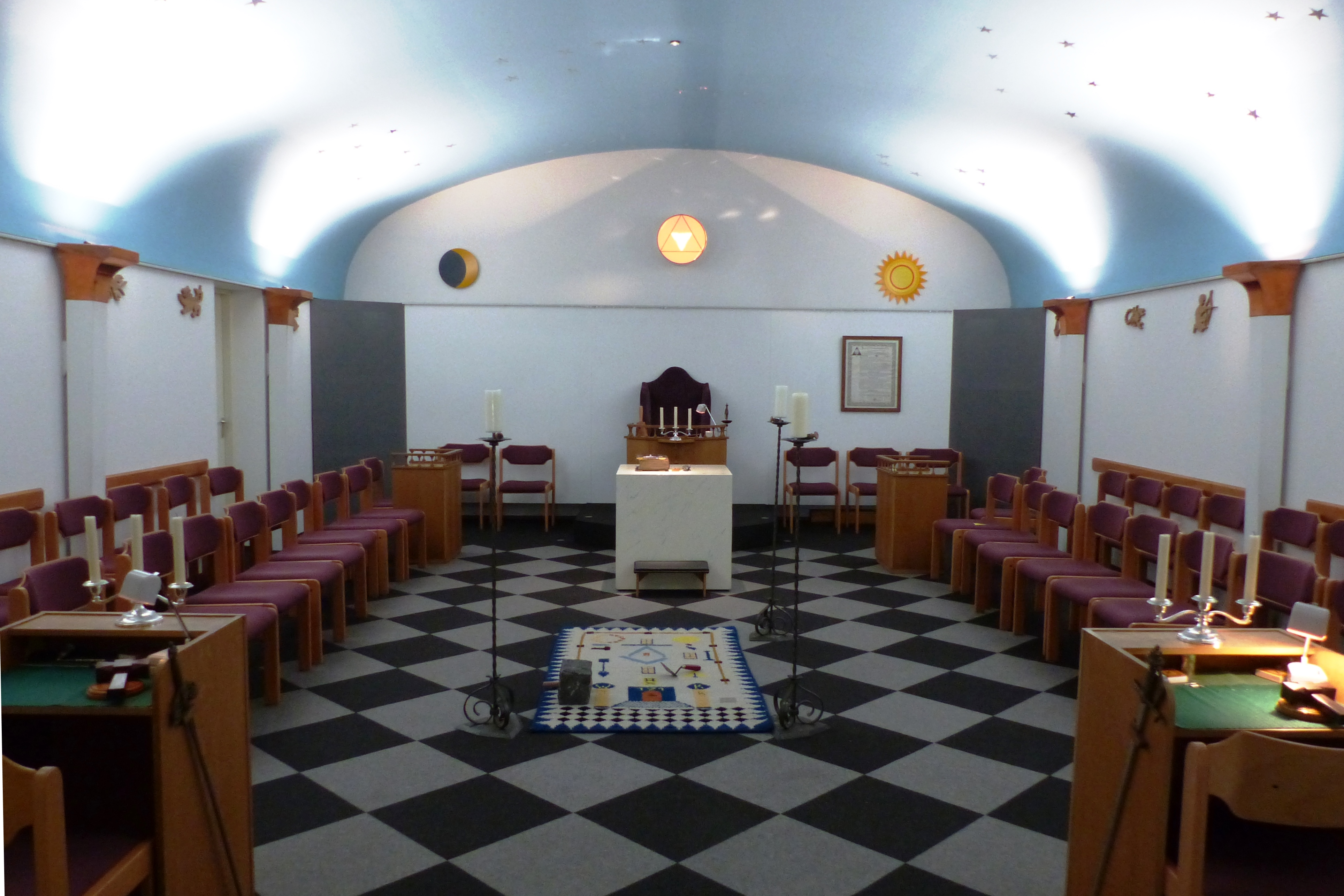
Ложа в Голландии